# Immanuel Wolf (Lehrer)
Immanuel Wolf (* 1870; † 1964) war ein deutscher Lehrer und Führer des Reichsbundes für Homöopathie und Lebenspflege (Hahnemann-Bund). Er hatte wesentlichen Einfluss auf die Entwicklung der Homöopathie.

## Leben und Wirken
Wolf war als Reallehrer, zuletzt als Oberreallehrer in Stuttgart tätig. Bereits im April 1933 sandte Immanuel Wolf gemeinsam mit anderen eine Ergebenheitsadresse an Adolf Hitler, in der die „uneingeschränkte Mitarbeit an der Gesundheit des Volkes“ angekündigt wurde. Im Mai desselben Jahres äußerte er sich in seiner Funktion als Vorsitzender des Süddeutschen Verbandes für Homöopathie und Lebenspflege in Bezug auf Homöopathie so, dass sie bald öffentlich anerkannt und gleichgestellt würde. Dies geschah aber nicht. 1940 mussten die Homöopathischen Monatsblätter, an denen Wolf mitarbeitete, eingestellt werden.
Auf der 96. Hauptversammlung des Deutschen Zentralvereins homöopathischer Ärzte im vogtländischen Bad Elster Anfang Juni 1936 stellte Wolf öffentlich die dort festgelegten Richtlinien für eine engere Verbindung von Arzt und Volk im Sinne der vom Reichsführer Dr. Wagner geforderten ärztlichen Volksaufklärung vor.
Nach Kriegsende war er Vorsitzender des homöopathischen Laienvereins „Hahnemannia“. Seinen Ruhestand verbrachte er in Stuttgart.